# Kilingi-Nõmme
Kilingi-Nõmme est une petite ville d’Estonie  faisant partie de la commune de Saarde (dont elle est le chef-lieu), dans la région de Pärnu, au sud-ouest du pays dans une région de lacs et de forêts.

## Histoire
Les premières mentions de l’endroit datent de 1560, puis les terres se nomment d’après leur seigneur, le baron Valentin von Schilling, dont le nom est déformé en dialecte régional (celui de Saarde) en Kilingi.
Le bourg avait 500 habitants à la fin du XIXe siècle et déjà 1 420 en 1928. Il reçoit le statut de ville en 1938.

## Démographie
Au 31 décembre 2016, la ville compte 1734 habitants.
| Année      | 1900   | 1928 | 1934 | 1959 | 1970 | 1979 | 1989 | 2000 | 2003 | 2006 | 2008 | 2010 | 2016 |
| Population | ca 500 | 1422 | 1663 | 2141 | 2319 | 2507 | 2504 | 2223 | 2207 | 2144 | 2106 | 2082 | 1734 |